# Głogno
Głogno (niem. Glognau) – wieś w Polsce położona w województwie warmińsko-mazurskim, w powiecie mrągowskim, w gminie Piecki.
| SIMC    | Nazwa  | Rodzaj     |
| ------- | ------ | ---------- |
| 0486089 | Bieńki | przysiółek |

W latach 1975–1998 miejscowość administracyjnie należała do województwa olsztyńskiego.